# Neispravimyj lgun
Neispravimyj lgun (Неисправимый лгун) è un film del 1973 diretto da Villen Abramovič Azarov.

## Trama
Per molto tempo nessuno ha creduto in un parrucchiere gentile e fiducioso quando scusa il suo ritardo nel modo più dettagliato. Ma dopotutto, ogni volta gli capita qualcosa di straordinario: o una cena all'emiro di Buruchtania, o un incontro con Ėdita P'echa, poi si precipita dietro la palla della sua vicina Vovka verso il flusso di macchine.